# Condecoraciones de Palestina

Escudo de Palestina.

Las Condecoraciones de Palestina son el conjunto de distinciones civiles entregadas por el estado que premia el servicio y la contribución personal al Estado de Palestina, en este orden:
- Condecoraciones
- Medallas militares
- Medallas civiles
- Insignias militares
- Insignias civiles

## Condecoraciones

### Estrella de Honor
La Estrella de Honor se adjudicará a un soldado que ha prestado servicios excepcionales o actos que indican sacrificio excepcional y coraje en un enfrentamiento con el enemigo. Un soldado que se ha adjudicado esta estrella tendrá derecho a una remuneración mensual determinado por el reglamento de ley durante el periodo de su servicio.

### Estrella de Palestina
La Estrella de Palestina se adjudicará a un soldado que ha realizado actos distintivos que designan sacrificio y coraje en el campo de batalla.

### Estrella de Jerusalén
La Estrella de Jerusalén se adjudicará a un soldado que ha realizado un acto distinguido.

## Medallas militares

### Medalla de servicio distinguido
Se adjudicará a un soldado que ha pasado un período de por lo menos veinte años en el servicio militar y que ha realizado sus actos de manera correcta y sincera.

### Medalla de herido en guerra
Se adjudicará a un soldado que ha sido herido en el campo o durante el desempeño de su deber, la lesión puede ser causada por los actos del enemigo o en todo caso, mientras se cumplía el respectivo deber basándose en un informe del Comité Medico Militar o un informe de su comandante. Cada vez que una lesión se produce, el número deberá ser agregado a la medalla.

## Medallas civiles

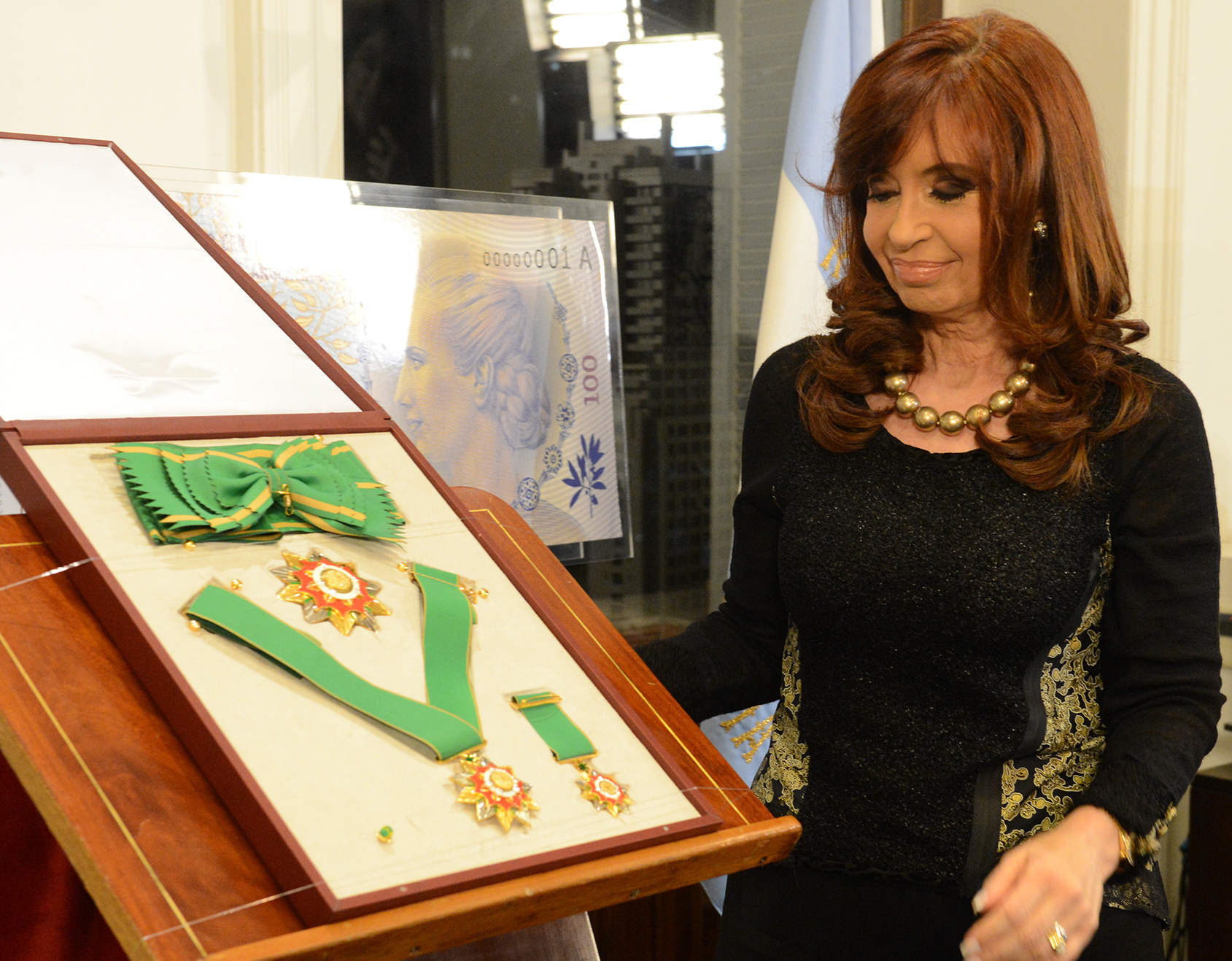
Cristina Fernández de Kirchner, ex presidenta (2007 - 2015) y ex vicepresidenta (2019 - 2023) de Argentina, recibió la Estrella de Palestina en 2015 por su defensa por el reconocimiento del Estado Palestino.

- Desconocidas

## Insignias militares

### Insignia del sacrificio militar
Se adjudicará a un soldado que ha realizado un acto valeroso.

### Insignia del servicio militar
Se adjudicará a un soldado que ha desempeñado sus funciones de una manera devota y sincera.

### Insignia del entrenamiento militar
Se adjudicará a un soldado que ha conseguido un alto nivel de formación o a un soldado que ha sido herido durante o a causa del entrenamiento. 

## Insignias civiles
- Desconocidas